# Uganda na Letních olympijských hrách 1996
Uganda se účastnila Letní olympiády 1996. Zastupovalo ji 10 sportovců (7 mužů a 3 ženy) ve 4 sportech.

## Medailisté
| Medaile | Jméno        | Sport    | Soutěž                |
| ------- | ------------ | -------- | --------------------- |
| Bronz   | Davis Kamoga | Atletika | Muži běh na 400 metrů |